# 걍
걍(영어: Gyan, 일본어: ギャン)은 《건담 시리즈》에 등장하는 모빌 슈트(MS)로 분류되는 가공의 유인 조종식 인간형 로봇 병기이다. 1979년에 방영된 TV 애니메이션 《기동전사 건담》에서 처음으로 등장했다.
작품 내에서 적측 세력인 지온 공국군의 기체이다. 서양의 갑옷을 입은 기사와 같은 외관이 특징이며 검과 방패(무기 내장)의 백병전에 특화된 무장을 사용한다. 작품 내에서는 파일럿인 마 쿠베 대령의 "내 개인용으로 개발해 주신 모빌 슈트"라는 대사가 있지만, 후에 발행된 서적 등에서는 겔구그와 차기 주력 양산기의 자리를 다투는 경쟁기로 설정되었다. 극장판 《기동전사 건담》에서는 등장하지 않았다.

## 같이 보기
- 겔구그

## 주해
1. ↑  TV 애니메이션 《기동전사 건담》 제37화에서 마 쿠베와 우라간의 대화에서.